# Chrastoblatta dimidiata
Chrastoblatta dimidiata är en kackerlacksart som först beskrevs av Henri Saussure 1863.  Chrastoblatta dimidiata ingår i släktet Chrastoblatta och familjen småkackerlackor.
Artens utbredningsområde är Madagaskar. Inga underarter finns listade i Catalogue of Life.